# Darling Dandy
Darling Dandy è un cortometraggio muto del 1915. Il nome del regista non viene riportato nei credit del film che aveva come interprete principale Ruth Stonehouse.

## Produzione
Il film fu prodotto dalla Essanay Film Manufacturing Company.

## Distribuzione
Distribuito dalla General Film Company, il film - un cortometraggio in tre bobine - uscì nelle sale cinematografiche USA il 27 settembre 1915.
Viene citato in Moving Picture World del 2 ottobre 1915.